# Romanas Arlauskas
Romanas Arlauskas (Kaunas, 11 juni 1917 - Adelaide, 22 september 2009) was een Litouwse, later Australische, schaker, die vooral correspondentieschaak speelde. In 1936 speelde hij bij de niet-officiële  Schaakolympiade in München aan bord 6 van het Litouwse team. In 1944 vluchtte Arlauskas naar Duitsland, en emigreerde van daaruit in 1948 naar Australië. In 1949 werd hij kampioen van Zuid-Australië. Voor zijn emigratie was Arlauskas actief in bordschaak (zijn hoogste historische rating was 2525, in februari 1946), daarna speelde hij voornamelijk correspondentieschaak. Op het vierde wereldkampioenschap correspondentieschaak eindigde hij in 1965 op de derde plaats, achter Zagorovsky en Georgy Borisenko. In 1965 werd hij grootmeester ICCF (GMc). Hij speelde drie keer mee om het kampioenschap van Litouwen en in 1943 eindigde hij hierbij op een gedeelde eerste plaats.

## Externe koppelingen
- (en)   Informatie over schaakpartijen van Romanas Arlauskas op ChessGames.com
- (en)   Informatie over schaakpartijen van Romanas Arlauskas op 365chess.com